# Jasieniec-Kolonia
Jasieniec-Kolonia – wieś w Polsce położona w województwie mazowieckim, w powiecie zwoleńskim, w gminie Zwoleń. Ma status sołectwa.
W skład sołectwa Jasieniec-Kolonia wchodzi także Zastocze.
| SIMC    | Nazwa    | Rodzaj    |
| ------- | -------- | --------- |
| 0642885 | Podborek | część wsi |

W latach 1975–1998 miejscowość administracyjnie należała do województwa radomskiego.
Wierni Kościoła rzymskokatolickiego należą do parafii Niepokalanego Poczęcia NMP w Jasieńcu Soleckim.